# أ. ريتشارد كابوتو
أ. ريتشارد كابوتو (بالإنجليزية: A. Richard Caputo)‏ هو قاضي ومحامي أمريكي، ولد في 1938 في بورت تشيستير في الولايات المتحدة.